# Kinderen van Mohammed
De kinderen van Mohammed bestaan uit drie zoons en vier dochters. Allen werden geboren uit Khadija, de eerste vrouw van Mohammed behalve één zoon die uit Maria al-Qibtiyya werd geboren. 
De kinderen van Mohammed waren:
- Qasim ibn Mohammed, (598-600 of 601)
- Zainab bint Mohammed, (599-630)
- Roekajja bint Mohammed, (601-624)
- Oem Koelthoem bint Mohammed, (603-630)
- Abdellah ibn Mohammed, ook gekend als Tahir en Tayyab, (gestorven 615)
- Fatima Zahra, (ca. 604-632)
- Ibrahim ibn Mohammed, (630-631)

Alle kinderen stierven tijdens het leven van Mohammed behalve Fatima.